# São José da Safira
São José da Safira is een gemeente in de Braziliaanse deelstaat Minas Gerais. De gemeente telt 4.069 inwoners (schatting 2009).

## Aangrenzende gemeenten
De gemeente grenst aan Água Boa, Itambacuri, Marilac, Nacip Raydan en Santa Maria do Suaçuí.